# Estación de Vadollano
Vadollano es una estación ferroviaria situada en el municipio español de Linares, en la provincia de Jaén. Históricamente, la estación fue un nudo ferroviario de importancia secundaria, que enlazaba el núcleo urbano de Linares y su cuenca minera con la línea Manzanares-Córdoba. En la actualidad se encuentra cerrada y no dispone de servicios de pasajeros.

## Situación ferroviaria
Pertenece a la línea férrea 400 de la red ferroviaria española de ancho ibérico que une Alcázar de San Juan con Cádiz, estando situada en su punto kilométrico 306,1. Está situada entre las estaciones de Vilches y de Linares-Baeza. El tramo está electrificado y es de vía única, si bien a partir de Vadollano la línea se duplica. En el pasado la estación también fue cabecera de un ramal ferroviario que enlazaba con Linares y que estuvo operativo entre 1877 y 1985.

## Historia

### Primeros años y apogeo
La estación fue abierta al tráfico el 15 de septiembre de 1866 con la puesta en marcha del tramo Vilches-Córdoba de la línea que pretendía unir Manzanares con Córdoba. La obtención de la concesión de dicha línea por parte de la compañía MZA fue de gran importancia para ella dado que permitía su expansión hacia el sur tras lograr enlazar con Madrid los dos destinos que hacían honor a su nombre (Zaragoza y Alicante). En un comienzo las instalaciones tenían la denominación de «Linares». En 1877 entró en servicio un ramal ferroviario que partía desde la estación de Vadollano y llegaba hasta el centro de Linares, enlazando esta ciudad con la línea Manzanares-Córdoba. En ese contexto cambió de nombre, recibiendo la denominación de «Vadollano». La nueva situación le concedió una gran importancia a la estación, que llegó a disponer de importantes instalaciones ferroviarias: edificio de viajeros, muelle de carga para mercancías, una rotonda giratoria, cocheras para locomotoras, talleres, viviendas, etc. A comienzos del siglo XX se llegó a plantear la construcción de un ferrocarril entre Vadollano y Chinchilla, si bien el proyecto nunca se materializaría.
En 1941, con la nacionalización de toda la red ferroviaria de ancho ibérico, la estación y sus instalaciones pasaron a integrarse en la recién creada RENFE. Con el paso de los años en torno a la estación se fue formando un núcleo poblacional, dependiente del municipio de Linares, que para 1950 tenía un censo de 471 habitantes.

### Declive
A partir de la década de 1960 comenzó el declive del complejo de Vadollano, tras el cierre de la reserva de locomotoras y otras instalaciones relacionadas. La estación se mantuvo operativa hasta 1985, cuando fue cerrada al público y dejó de prestar servicios. El ramal Vadollano-Linares también sería clausurado al tráfico por aquellas fechas, lo que redujo aún más la importancia de Vadollano. Desde enero de 2005, tras la división de la antigua RENFE, el ente Adif es el titular de las instalaciones ferroviarias.

## Características
La estación tuvo la consideración de bifurcación entre la línea Mananzares-Córdoba y el ramal Linares-Vadollano, que enlazaba con el ferrocarril principal. En el pasado llegó a disponer de una amplia playa de vías, llegando a tener hasta ocho vías de servicio. También dispuso de una reserva de locomotoras —dependiente del Depósito de Córdoba—, para lo cual contaba con un cocherón de locomotoras y una rotonda giratoria con ocho vías de servicio bajo cubierta y otras cuatro vías a la intemperie. En la actualidad las instalaciones disponen de tres vías de servicio y otras tantas de reserva. El edificio de viajeros era de dos plantas con nueve vanos por costado y planta. Tras muchos años fuera de servicio, fue derribado en enero de 2020.